# Václav Pšenička
Václav Pšenička, né le 26 octobre 1906 à Prague et mort le 25 avril 1961 dans cette même ville, est un haltérophile tchécoslovaque.

## Palmarès

### Jeux olympiques
- Médaille d'argent aux Jeux de 1932 à Los Angeles (États-Unis)
- Médaille d'argent aux Jeux de 1936 à Berlin (Allemagne)[1]

### Championnats du monde
- Médaille d'argent en +82,5 kg en 1937 à Paris (France)

### Championnats d'Europe
- Médaille d'argent en -82,5 kg en 1929 à Vienne (Autriche)
- Médaille d'or en +82,5 kg en 1934 à Gênes (Italie)
- Médaille de bronze en +82,5 kg en 1935 à Paris (France)